# رشاد سميث (لاعب كرة قدم)
رشاد سميث (بالإنجليزية: Rashad Smith)‏ هو لاعب كرة قدم باربادوسي، ولد في 31 يوليو 1996.

## وصلات خارجية
- رشاد سميث على موقع قاعدة بيانات كرة القدم.إي يو (الإنجليزية)
- رشاد سميث على موقع ناشيونال فوتبول تيمز (الإنجليزية)
- رشاد سميث على موقع Soccerway.com (الإنجليزية)